# 浅間縄文ミュージアム
浅間縄文ミュージアム（あさまじょうもんミュージアム）は、長野県北佐久郡御代田町にある町立の総合博物館である。2003年創立。御代田町浅間縄文ミュージアム条例に基づいて管理・運営されている。
活火山である浅間山の火山活動史や、山麓での縄文時代の文化などを紹介する。国指定重要文化財川原田遺跡の中期縄文土器も所蔵している。館長は堤隆。

## 施設情報
- 住所：〒389-0207 長野県北佐久郡御代田町大字馬瀬口1901-1
- 開館時間：9:30～17:00（最終入館は16:30まで）[5]
- 休館日：月曜日（祝日の場合は翌日）、年末年始・ ゴールデンウイークと8月は無休 [6]

## 常設展示
- 1階では、主に浅間山麓の縄文文化等を紹介する[7]。
- 2階では、主に浅間山の自然史（火山活動史）等を紹介する[7][8]。

## 交通
- JR東日本北陸新幹線 軽井沢駅乗換え、しなの鉄道御代田駅より徒歩7分[5]
- JR東日本北陸新幹線 佐久平駅より車で15分
- 上信越自動車道 佐久I.C.より車で10分